# 夏漢民
夏漢民（1932年5月3日—2021年6月18日），行政院國家科學委員會主任委員、國立成功大學前任校長，任內創辦成大醫學院。

## 學歷
- 海軍軍官學校43年班畢業，與前海軍總司令顧崇廉為同班同學
- 成功大學機械系碩士
- 奧克拉荷馬大學博士

## 經歷
- 北塔科加州立大學機械系副教授
- 成功大學機械系客座副教授
- 成功大學工程科學系主任
- 高雄高工、高雄工專校長
- 教育部技職司司長
- 教育部常務次長
- 國立成功大學校長 (1980-1988)
  - 創建成功大學醫學院
  - 徵收增設成功大學「自強」、「敬業」、「力行」與 「歸仁」校區
- 國科會主委(今科技部) (1988-1993)
- 行政院政務委員兼科技顧問組召集人
- 國策顧問

## 創辦
- 資訊通訊基本建設產業發展協進會（NII）
- 全球華美福音會(GCAE，God Care About Earth, U.S.A.)